# 東海北陸あさラジオ
『東海北陸あさラジオ』（とうかいほくりくあさラジオ）は、中部ブロック（東海・北陸地方）のNHKラジオ第1放送で2015年3月30日から放送されていたNHK名古屋放送局制作の地域情報番組で、『NHKマイあさラジオ』の中部ブロックローカルパートである。2019年3月30日をもって終了した。番組冒頭の曲は、松岡直也の「最後の楽園」。

## 概要
長年放送されていた『ラジオあさいちばん』と、それに付随する『中部あさいちばん』（中部ブロック）が終了したことに伴って開始されたもの。
またIPサイマルラジオサービス2者（らじる★らじる及びradiko（2018年4月13日放送分から2019年3月30日放送分まで））において全国で聴取できる。

## 放送時間
- 月曜日 - 土曜日　7:40 - 8:00（JST）
  - 年末年始は放送休止。

## キャスター
基本的に宿直担当アナウンサーが担当。

## 番組内容
- 東海・北陸のニュース
- 交通情報
  - 7:41　月曜～土曜（祝日も含む）全局放送
  - 7:58　月曜～金曜（祝日は除く）東海3県、金沢、富山、福井、静岡の各局地域別に放送
※尚、土曜日および祝日は、中部7県全局に放送。
- 気象情報
- 地域情報
- 旬の食材を楽しもう
- 文芸サロン（俳句・川柳）
- インタビュー
- 弁護士と考える消費者問題
- 生き物に会いに行こう（土曜日）
- その他